# Sterling (Illinois)
Sterling es una ciudad ubicada en el condado de Whiteside en el estado estadounidense de Illinois. En el Censo de 2010 tenía una población de 15370 habitantes y una densidad poblacional de 998,72 personas por km².

## Geografía
Sterling se encuentra ubicada en las coordenadas 41°47′59″N 89°41′43″O / 41.79972, -89.69528. Según la Oficina del Censo de los Estados Unidos, Sterling tiene una superficie total de 15.39 km², de la cual 14.79 km² corresponden a tierra firme y (3.92%) 0.6 km² es agua.

## Demografía
Según el censo de 2010, había 15370 personas residiendo en Sterling. La densidad de población era de 998,72 hab./km². De los 15370 habitantes, Sterling estaba compuesto por el 82.49% blancos, el 3.02% eran afroamericanos, el 0.44% eran amerindios, el 0.7% eran asiáticos, el 0.01% eran isleños del Pacífico, el 9.26% eran de otras razas y el 4.09% pertenecían a dos o más razas. Del total de la población el 24.17% eran hispanos o latinos de cualquier raza.